# Charles H. Joffe
Charles H. Joffe (Brooklyn, Nueva York, 16 de julio de 1929 – Los Ángeles, 9 de julio de 2008) fue un productor de cine y talent manager estadounidense. Es conocido por ser, junto a su socio Jack Rollins, en ser el productor ejecutivo habitual de las películas de Woody Allen. Joffe ganó el Óscar a la mejor película de 1977 con Annie Hall.
Annie Hall figuraba como "Una producción de Jack Rollins y Charles H. Joffe", aunque sólo Joffe asumió el crédito de productor y recibió el Premio de la Academia a la Mejor Película. Ambos fueron los mánagers de Allen durante mucho tiempo y tuvieron ese crédito en todas sus películas desde 1969 hasta 1993. Joffe se centró más en Allen, y Rollins se centró en los demás. Entre sus clientes también se encontraban Robert Klein y David Letterman.

## Biografía
Joffe era hijo de Esther (Gordon) y Sid Joffe, de profesión farmacéutico. Trabajó como agente de reservas para bandas en clubes nocturnos locales mientras estudiaba periodismo en Universidad de Syracusa. Posteriormente, trabajó como agente junior de Rollins en la Music Corporation of America. En 1953, ambos dejaron MCA y formaron su propia agencia en Manhattan.

## Vida personal
Joffe se casó con la escenógrafa Carol Joffe con el que adoptaron a su hijo, Cory Joffe. Anteriormente, Carol en su anterior  matrimonio tuvo dos hijas: Suzanne y Nicole Holofcener. Murió en el Cedars-Sinai Medical Center de Los Ángeles, una semana antes de cumplir los 79 años.

## Filmografía

### Productor
| Año       | Título en España                                                                        | Título original                                                                   | Función             |
| --------- | --------------------------------------------------------------------------------------- | --------------------------------------------------------------------------------- | ------------------- |
| 1969      | No te bebas el agua                                                                     | Don't Drink the Water                                                             | Productor           |
| 1969      | Toma el dinero y corre                                                                  | Take the Money and Run                                                            | Productor ejecutivo |
| 1969-1971 | The Dick Cavett Show (serie de TV)                                                      | The Dick Cavett Show (serie de TV)                                                | Productor ejecutivo |
| 1971      | Bananas                                                                                 | Bananas                                                                           | Productor ejecutivo |
| 1972      | Men of Crisis: The Harvey Wallinger Story (Cortometraje)                                | Men of Crisis: The Harvey Wallinger Story (Cortometraje)                          | Productor ejecutivo |
| 1972      | Sueños de seductor                                                                      | Play It Again, Sam                                                                | Productor ejecutivo |
| 1972      | Todo lo que usted siempre quiso saber sobre el sexo* pero nunca se atrevió a preguntar) | Everything You Always Wanted to Know About Sex* (*But Were Afraid to Ask)         | Productor           |
| 1973      | El dormilón                                                                             | Sleeper                                                                           | Productor           |
| 1975      | La última noche de Boris Grushenko                                                      | Love and Death                                                                    | Productor           |
| 1976      | La tapadera                                                                             | The Front                                                                         | Productor ejecutivo |
| 1977      | Annie Hall                                                                              | Annie Hall                                                                        | Productor           |
| 1978      | Interiores                                                                              | Interiors                                                                         | Productor           |
| 1979      | Manhattan                                                                               | Manhattan                                                                         | Productor           |
| 1980      | Recuerdos                                                                               | Stardust Memories                                                                 | Productor ejecutivo |
| 1980      | Arthur, el soltero de oro                                                               | Arthur                                                                            | Productor ejecutivo |
| 1980      | Good Time Harry (Episodio: Harry Parte 1)                                               | Good Time Harry (Episodio: Harry Parte 1)                                         | Productor ejecutivo |
| 1982      | La comedia sexual de una noche de verano                                                | A Midsummer Night's Sex Comedy                                                    | Productor ejecutivo |
| 1982      | The Marx Brothers in a Nutshell (Documental)                                            | The Marx Brothers in a Nutshell (Documental)                                      | Productor ejecutivo |
| 1982      | Star of the Family (Episodio Piloto)                                                    | Star of the Family (Episodio Piloto)                                              | Productor ejecutivo |
| 1983      | Zelig                                                                                   | Zelig                                                                             | Productor ejecutivo |
| 1984      | Broadway Danny Rose                                                                     | Broadway Danny Rose                                                               | Productor ejecutivo |
| 1985      | La rosa púrpura del Cairo                                                               | The Purple Rose of Cairo                                                          | Productor ejecutivo |
| 1986      | Hannah y sus hermanas                                                                   | Hannah and Her Sisters                                                            | Productor ejecutivo |
| 1987      | Días de radio                                                                           | Radio Days                                                                        | Productor ejecutivo |
| 1987      | Septiembre                                                                              | September                                                                         | Productor ejecutivo |
| 1988      | Otra mujer                                                                              | Another Woman                                                                     | Productor ejecutivo |
| 1988      | Late Night with David Letterman: 6th Anniversary Special (Especial de televisión)       | Late Night with David Letterman: 6th Anniversary Special (Especial de televisión) | Productor ejecutivo |
| 1989      | Late Night with David Letterman: 7th Anniversary Special (Especial de televisión)       | Late Night with David Letterman: 7th Anniversary Special (Especial de televisión) | Productor ejecutivo |
| 1989      | Historias de Nueva York (segmento: Oedipus Wrecks)                                      | New York Stories                                                                  | Productor ejecutivo |
| 1989      | Delitos y faltas                                                                        | Crimes and Misdemeanors                                                           | Productor ejecutivo |
| 1990      | Alice                                                                                   | Alice                                                                             | Productor ejecutivo |
| 1991      | Sombras y niebla                                                                        | Shadows and Fog                                                                   | Productor ejecutivo |
| 1992      | Maridos y mujeres                                                                       | Husbands and Wives                                                                | Productor ejecutivo |
| 1993      | Misterioso asesinato en Manhattan                                                       | Manhattan Murder Mystery                                                          | Productor ejecutivo |
| 1993      | Rick Reynolds: Only the Truth Is Funny (Especial de televisión)                         | Rick Reynolds: Only the Truth Is Funny (Especial de televisión)                   | Productor ejecutivo |
| 1994      | Balas sobre Broadway                                                                    | Bullets over Broadway                                                             | Productor ejecutivo |
| 1995      | Poderosa Afrodita                                                                       | Mighty Aphrodite                                                                  | Productor ejecutivo |
| 1996      | Todos dicen I Love You                                                                  | Everyone Says I Love You                                                          | Productor ejecutivo |
| 1997      | Desmontando a Harry                                                                     | Deconstructing Harry                                                              | Productor ejecutivo |
| 1998      | Celebrity                                                                               | Celebrity                                                                         | Productor ejecutivo |
| 1999      | Acordes y desacuerdos                                                                   | Sweet and Lowdown                                                                 | Productor ejecutivo |
| 2000      | Granujas de medio pelo                                                                  | Small Time Crooks                                                                 | Productor ejecutivo |
| 2001      | La maldición del escorpión de jade                                                      | The Curse of the Jade Scorpion                                                    | Productor ejecutivo |
| 2002      | Un final made in Hollywood                                                              | Hollywood Ending                                                                  | Productor ejecutivo |
| 2003      | Todo lo demás                                                                           | Anything Else                                                                     | Productor ejecutivo |
| 2004      | Melinda y Melinda                                                                       | Melinda y Melinda                                                                 | Productor ejecutivo |
| 2005      | Match Point                                                                             | Match Point                                                                       | Productor ejecutivo |
| 2006      | Scoop                                                                                   | Scoop                                                                             | Productor ejecutivo |
| 2007      | El sueño de Cassandra                                                                   | Cassandra's Dream                                                                 | Productor ejecutivo |
| 2008      | Vicky Cristina Barcelona                                                                | Vicky Cristina Barcelona                                                          | Productor ejecutivo |
| 2009      | Si la cosa funciona                                                                     | Whatever Works                                                                    | Productor ejecutivo |

## Premios y distinciones
Premios Óscar
| Año  | Categoría      | Película   | Resultado |
| ---- | -------------- | ---------- | --------- |
| 1978 | Mejor película | Annie Hall | Ganador   |